# 让·路易·卡巴尼斯
让·路易·卡巴尼斯（法語：Jean Louis Cabanis，1816年3月8日—1906年2月20日），法裔德国著名鸟类研究学家。
卡巴尼斯出生于柏林，1835年至1839年在柏林大学完成学业后，旅行到了北美，携带大量的自然标本返回德国。之后，卡巴尼斯任职于柏林大学博物馆，由助理做起，直至接任馆长欣里希·利希滕施泰因的职务。1853年創辦《鳥類學雜誌》，並在隨後的41年中一直為其做編輯工作。
卡巴尼斯对鸟类研究作出了巨大贡献，许多鸟类以他的名称命名。